# チコ・ロール

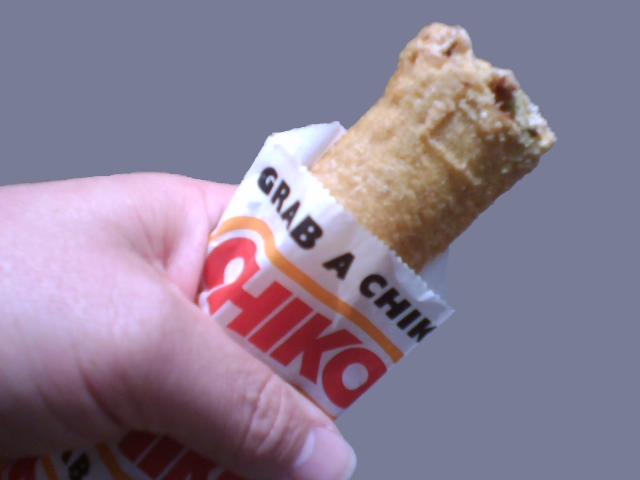
袋の中にあるチコ・ロール

チコ・ロール（Chiko Roll）は、オーストラリアの軽食である。
中国の春巻きに触発されたフランク・マッケンロー（Frank McEncroe）が考案し、実際には鶏肉を包んでいないにもかかわらず「チキン・ロール」として1951年に販売した。皿や食器なしに移動しながら容易に食べられるように作られている。1995年以降、農業・食品関連企業シンプロットがチコ・ロールを製造している。
チコ・ロールの具材は基本的にはキャベツとオオムギであるが、ニンジン、サヤインゲン、牛肉、牛脂、小麦シリアル、セロリ、タマネギも含まれている。フットボールの試合でも扱いに困らないように、半流動状の具材を卵と小麦粉からなる厚い生地で巻いている。巻いたものを植物油で揚げるのが一般的。
1960年代から1970年代におけるチコ・ロールの人気絶頂期に、オーストラリアでは毎年4000万個のチコ・ロールが販売された。この商品はオーストラリアの文化的な象徴として記述されている。
現在、チコ・ブランドにはチコ・ロールのほかにもコーン・ジャックス（Corn Jacks）、ハワイアン・シュプリーム・ピザ・サブス（Hawaiian and Supreme pizza subs）、スパッドスターズ（Spudsters）、オニオンリング、魚肉団子、そしてベジタブルナゲットのような商品がある。

## 歴史

### 開発
チコ・ロールはフットボールの試合や他の屋外イベントで配膳業を始めたビクトリア州ベンディゴ出身の元ボイラー製造人フランク・マッケンローにより考案された。1950年、マッケンローはパント・ロード・オーヴァルの外側で競合相手が中華風のチャプスイ・ロールを販売しているのを見かけ、彼独自の方法で同様の製品をメニューに加えることを決めた。マッケンローはチャイニーズ・ロールが普段の屋外状況で容易に手づかみできるには薄すぎると感じ、食べ応えがあって手づかみで食べられる手早い食事となる、より大きくて長持ちするロールのアイデアを思いついた。その結果が1951年にウォガウォガ農業見本市で初公開されたチコ・ロールである。

### 評判
1960年代、マッケンローは家族とともにメルボルンへ移住し、チコ・ロール用に改造したソーセージメーカーで量産を始めた。チコ・ロールの人気が高まると、マッケンローはメルボルン郊外のエッセンドンにあるより大きな工場に生産拠点を移した。のちに彼は自分の会社をフロイド・アイスワークスと呼ばれる地元企業と合併させてフローズン・フード・インダストリー株式会社（Frozen Food Industry Pty Ltd.）を設立した。新しい会社は1963年に株式公開した。
1965年までにオーストラリアのテイクアウト専用レストラン、特にフィッシュ・アンド・チップス販売店の多くがチコ・ロールを取り扱うようになった。「チコをつかもう（Grab a Chiko）」という販売スローガンは、店主が冷凍庫からチコ・ロールを取り出して、フライヤーに入れて、ブランド特有の袋に滑り込ませる容易さを意味していた。1970年代におけるチコ・ロールの人気の絶頂期には、各年にオーストラリア全土で4000万個を売り上げ、100万個が日本に輸出された。

### 近年の状況
1995年以降、チコ・ブランドはシンプロットに所有権が渡った。現在、全てのチコ・ロールはニューサウスウェールズ州バサーストで製造されている。製造にはペイストリー生地と具材を同時に生産して長いロール状にする専用の装置が用いられる。その後自動で筒切りにし、切り口を折りたたんで端部の独特な形状を作る。
過去数10年間におけるオーストラリアのテイクアウト食品市場の競合増加がチコ・ロールの人気を落ち込ませており、2011年には毎年1700万個にまで消費量が下がった。しかしながら、チコ・ロールはスポーツイベントで人気のある軽食として生き残り、オーストラリアの至る所にあるフィッシュ・アンド・チップス販売店やスーパーマーケットでは今もなお幅広く入手することができる。
2016年9月、チコ・ロールの起源を巡りオーストラリア連邦議会内で論争が勃発した。カラア選挙区選出のオーストラリア国民党のアンドリュー・ギィ議員、ベンディゴ選挙区選出のオーストラリア労働党のリサ・チェスターズ議員とリベリナ選挙区のミッチェル・マコーマック議員の全員が各自の地元に起源があると主張した。
現在の製造会社はチコ・ロール誕生50周年を記念してベンディゴとウォガウォガに金メッキ製の複製を贈呈した。

### チコ・チック
1950年代以来、チコ・ロールの宣伝はオートバイに乗った魅惑的な女性「チコ・チック」を前面に出して「チコ・ロールは欲しくない？（Couldn't you go a Chico Roll?）」というスローガンを用いている。1980年代初期には「あなたはロールを非難できない（You can't knock the roll）」というスローガンが使用された。
2008年、シンプロットは従来の煽情的なイメージから「隣の家にいる女の子（girl next door）」のイメージに方針転換すべく、新しい「チコ・チック」を全国から募集した。2008年7月17日、新しい顔として女優のアネット・メルトンを起用した新しい宣伝ポスターがウォガウォガ催事会場で発表された。